# عبدة موسى
عبدة موسى قرية سوريّة تتبع إداريّاً لمحافظة حلب منطقة السفيرة ناحية خناصر، بلغ تعداد سكانها 134 نسمة حسب التعداد السكاني لعام 2004.